# Philippe Barbarin
Philippe Xavier Christian Ignace Marie Barbarin (Rabat, Marroc, 17 d'octubre de 1950) és un cardenal francès que fou arquebisbe de Lió i primat de les Gàl·lies del 2002 al 2020.

## Biografia
Va néixer a Rabat, Marroc (aleshores un protectorat francès), el 1950. Va ser ordenat sacerdot el 1977, i el 1998 va ser nomenat bisbe de Moulins. El 2002 va ascendir al càrrec d'arquebisbe metropolità de Lió, que porta annex el títol honorífic de primat de les Gàl·lies.
El 21 d'octubre de 2003 va ser nomenat cardenal prevere de Santissima Trinità al Monte Pincio pel papa Joan Pau II. Va participar en el conclave de 2005, en què va sortir elegit papa Benet XVI. El 26 de novembre de 2012 va realitzar una visita ad limina a Vaticà amb altres bisbes de França.
Barbarin es va llicenciar en Filosofia a la Universitat de París-Sorbonne (París IV). El 1973 va ingressar al seminari dels Carmelites. Té un doctorat en teologia per l'Institut Catòlic de París.
El cardenal Barbarin és membre de la Comissió Doctrinal de la Conferència Episcopal de França. També és rector de la Universitat Catòlica de Lió.
És cavaller de la Legió d'Honor des del 31 de desembre de 2002, Oficial de l'Orde Nacional del Mèrit des del 8 de maig de 2007 i Oficial de la Legió d'Honor des del 15 d'abril de 2012.
Philippe Barbarin va participar en el conclave de 2013, en el qual finalment va sortir elegit el cardenal Jorge Mario Bergoglio, que va passar a ser el papa Francesc.
El 7 de març de 2019 presentà la seva renúncia al Papa, després d'haver estat condemnat a 6 mesos de presó per un tribunal de Lió per no denunciar un capellà pederastra.